# Eval

eval 함수는 일부 프로그래밍 언어에서 제공하는 함수의 일종이다. 문자열을 입력 받아 그 문자열을 expression으로 처리한 후 결과값을 반환하는 함수이다. eval에 대한 입력은 반드시 문자열일 필요는 없다. 추상 구문 트리(리스프 형식과 같은) 또는 코드(파이썬과 같은)와 같은 특수 유형의 구조화된 코드 표현일 수 있다. 명령문과 유사한 것은 exec로, 마치 명령문인 것처럼 문자열(또는 다른 형식의 코드)을 실행한다. 파이썬과 같은 일부 언어에서는 둘 다 존재하지만 다른 언어에서는 eval 또는 exec 중 하나만 존재한다.
eval 및 apply는 언어 자체 내에서 호출할 수 있는 언어 해석기인 메타 순환 평가기(meta-circular evaluators)의 인스턴스이다.

## 보안 위험
신뢰할 수 없는 장소로부터 온 데이터에 eval을 사용할 때는 특별히 주의해야 한다. 이를테면, get_data() 함수는 인터넷으로부터 데이터를 가져온다고 할 때, 이 파이썬 코드는 안전하지 않다:
```
session
[
'authenticated'
]
 
=
 
False

data
 
=
 
get_data
()

foo
 
=
 
eval
(
data
)

```

공격자가 프로그램에 "session.update(authenticated=True)" 문자열을 데이터로 공급하면 session 디렉터리를 업데이트하여 인증 키를 True로 설정한다. 이를 해결하려면 eval을 사용하는 모든 데이터를 회피하거나 잠재적으로 유해한 기능에 대한 접근이 없는 상태에서 실행하여야 한다.

## 프로그래밍에서의 이용

### PHP
```
$name
 
=
 
'John Doe'
;

$greeting
 
=
 
'Hello'
;

$template
 
=
 
'"$greeting,  $name! How can I help you today?"'
;

print
 
eval
(
"return 
$template
;"
);

```

### 자바스크립트
이때의 결과는 12+34의 결과인 46으로 alert창이 뜨게 된다.
```
foo
 
=
 
12
+
34
;

alert
(
eval
(
foo
));

```

### 펄
```
$foo
 
=
 
2
;

print
 
eval
(
'$foo + 2'
),
 
"\n"
;

```

### 루비
```
a
 
=
 
1

eval
(
'a + 1'
)
 
#  (evaluates to 2)

# evaluating within a context

def
 
get_binding
(
a
)

  
binding

end

eval
(
'a+1'
,
get_binding
(
3
))
 
# (evaluates to 4, because 'a' in the context of get_binding is 3)

```